# Martins
Martins là một đô thị thuộc bang Rio Grande do Norte, Brasil. Đô thị này có diện tích 169,466 km², dân số năm 2007 là 7551 người, mật độ 44,6 người/km².